# Miro Rozman
Miro Rozman, slovenski elektrotehnik, razvojnik in politik.
Med 20. marcem 1997 in 21. decembrom 2000 je bil državni sekretar Republike Slovenije na Ministrstvu za promet in zveze Republike Slovenije v Uradu za pošto in telekomunikacije (državni sekretar za telekomunikacije). Rozman je bil tudi član komisije za izbiro koncesionarjev GSM, znan po dodelitvi številke 040 Si.mobilu, nacionalnem programu razvoja telekomunikacij in takratnem zakonu o telekomunikacijah. Pred tem je bil zaposlen v podjetju Iskra Kibernetika (1982-1993), na Fakulteti za elektrotehniko (1993-1995) in Telekomu Slovenije (1995-1997), bil pa je tudi član začasne uprave podjetja Iskraemeco in predsednik nadzornega sveta Telekoma Slovenije.
Od 3. marca 2011 do 9. decembra 2014 je bil direktor podjetja Uporabna Energetika d.o.o., ki je novembra 2011 na 6. Slovenskem Forumu inovacij dobilo priznanje za najbolj inovativno storitev zagonskega podjetja: "sistem programske in strojne opreme za inteligentni monitoring energetske porabe EIC". Podjetje v lasti Faleskini Holding GmbH iz Chama v Švici je postalo širše znano zaradi spora rekordne vrednosti s Petrolom in posledično tudi z davčno upravo RS. Uporabna energetika je od 4. marca 2020 v stečaju.